# Sylvietta
A Sylvietta a madarak osztályának verébalakúak (Passeriformes) rendjébe és a Macrosphenidae családba tartozó nem. Korábban az óvilági poszátafélék (Sylviidae) családjába sorolták.

## Rendszerezés
A nembe az alábbi 9 faj tartozik:
- Sylvietta virens
- Sylvietta denti
- Sylvietta leucophrys
- Sylvietta brachyura
- Sylvietta philippae
- Sylvietta ruficapilla
- rozsdásarcú csuszkaposzáta (Sylvietta whytii)
- Sylvietta isabellina
- Sylvietta rufescens

A korábban külön fajnak tekintett Sylvietta chapini a Sylvietta leucophrys alfaja, valószínűleg a XX. század második felében kihalt.